# Cattedrale della Resurrezione (Évry)
La cattedrale della Resurrezione (in francese: Cathédrale de la Résurrection) è la cattedrale cattolica di Évry, in Francia, ed è sede della diocesi di Évry-Corbeil-Essonnes.

## Storia
La primitiva sede vescovile della diocesi era la città di Corbeil. Nel 1998 la diocesi ha assunto il nome attuale in forza del decreto Cum intra fines della Congregazione per i Vescovi. Contestualmente la sede episcopale è stata trasferita nella città di Évry, dove venne edificata la cattedrale al centro della Ville nouvelle, vicino al Municipio, alla Camera del Commercio, alla moschea, alla pagoda e all'università. La presentazione del progetto dell'architetto Mario Botta è avvenuta il 3 maggio 1990 in Vaticano e la prima pietra è stata benedetta e posta in occasione della festa di Pasqua del 1991, alla presenza del Nunzio apostolico, ma in realtà i lavori iniziarono solo a luglio dell'anno successivo.
Le fondamenta sono state completate nel novembre, il corpo centrale è costituito da due cilindri di cemento ed è stato completato nel maggio 1993. Le vetrate della navata centrale sono dipinte dal domenicano Kim En Joong. La cattedrale è stata aperta al culto l'11 aprile 1995, in occasione della messa crismale. La nuova cattedrale è stata consacrata l'8 maggio 1997 e ha ricevuto la visita di papa Giovanni Paolo II il 22 agosto successivo.